# Sulphide Creek
Sulphide Creek är ett vattendrag i Kanada.   Det ligger i provinsen Ontario, i den sydöstra delen av landet, 160 km sydväst om huvudstaden Ottawa. Sulphide Creek ligger vid sjön Stoco Lake.
Omgivningarna runt Sulphide Creek är en mosaik av jordbruksmark och naturlig växtlighet. Runt Sulphide Creek är det glesbefolkat, med 8 invånare per kvadratkilometer.